# The Long Way Home (film 1995)
The Long Way Home è un film del 1995 diretto da Paddy Breathnach.
Si tratta del secondo film del regista irlandese e per la sua durata inferiore ai 50 minuti lo si può considerare un mediometraggio.

## Trama
Dopo aver litigato con la moglie Maria ad una festa di nozze di alcuni parenti, Ray si allontana nella notte sulla propria automobile. Durante la strada carica un giovane autostoppista, un personaggio ambiguo che alterna momenti di confidenzialità ad altri nei quali emerge un carattere più minaccioso. Il dialogo con il giovane, tuttavia, permette a Ray di esplorare il suo personale rapporto con la famiglia. Quando però l'auto termina la benzina, Ray e l'autostoppista scendono per cercare aiuto, ma si ritrovano in una situazione di pericolo quando vengono scambiati da alcuni contadini nel cuore della notte per due evasi in fuga.

## Distribuzione
Il film è stato distribuito il 13 marzo 1995 in occasione del Dublin Film Festival.